# Castello di Buronzo
Il castello di Buronzo si erge su una piccola altura in mezzo alla piana dell'alto vercellese, al centro della Baraggia. Si tratta in realtà di una raro esempio di castello consortile o di ricetto signorile formato da quanto resta di un complesso di fortificazioni e di caseforti fatte costruire dai diversi rami della famiglia signorile dei Buronzo che occupa interamente il centro storico dell'omonimo comune.

## Storia
La prima citazione documentale del castello compare in un atto del 1039 in cui l'imperatore Corrado II investe il feudatario Guala di Casalvolone confermandogli la pertinenza dei possessi signorili. Più di un secolo dopo, nel 1152, Federico Barbarossa conferma a Gualone di Casalvolone i vecchi possedimenti e gli concede il diritto di esigere tributi per la manutenzione e l'ampliamento delle fortificazioni del borgo.

Nel XII secolo i Casalvolone si dividono in tre rami, tra i quali assume rilievo quello dei Buronzo. Nel XIII secolo tale famiglia nobiliare assume sempre maggior forza patrimoniale, e nel secolo successivo si divide in sette colonnellati, corrispondenti a distinti ceppi familiari, che non si separano, ma decidono di convivere nel castello adottando regole di organizzazione comuni e statuti atti a favorire la conservazione unitaria del patrimonio a loro tramandato. Di qui la struttura consortile o di ricetto signorile assunta dal borgo, dove le varie caseforti concorrono a strutturare le fortificazioni verso l'esterno.

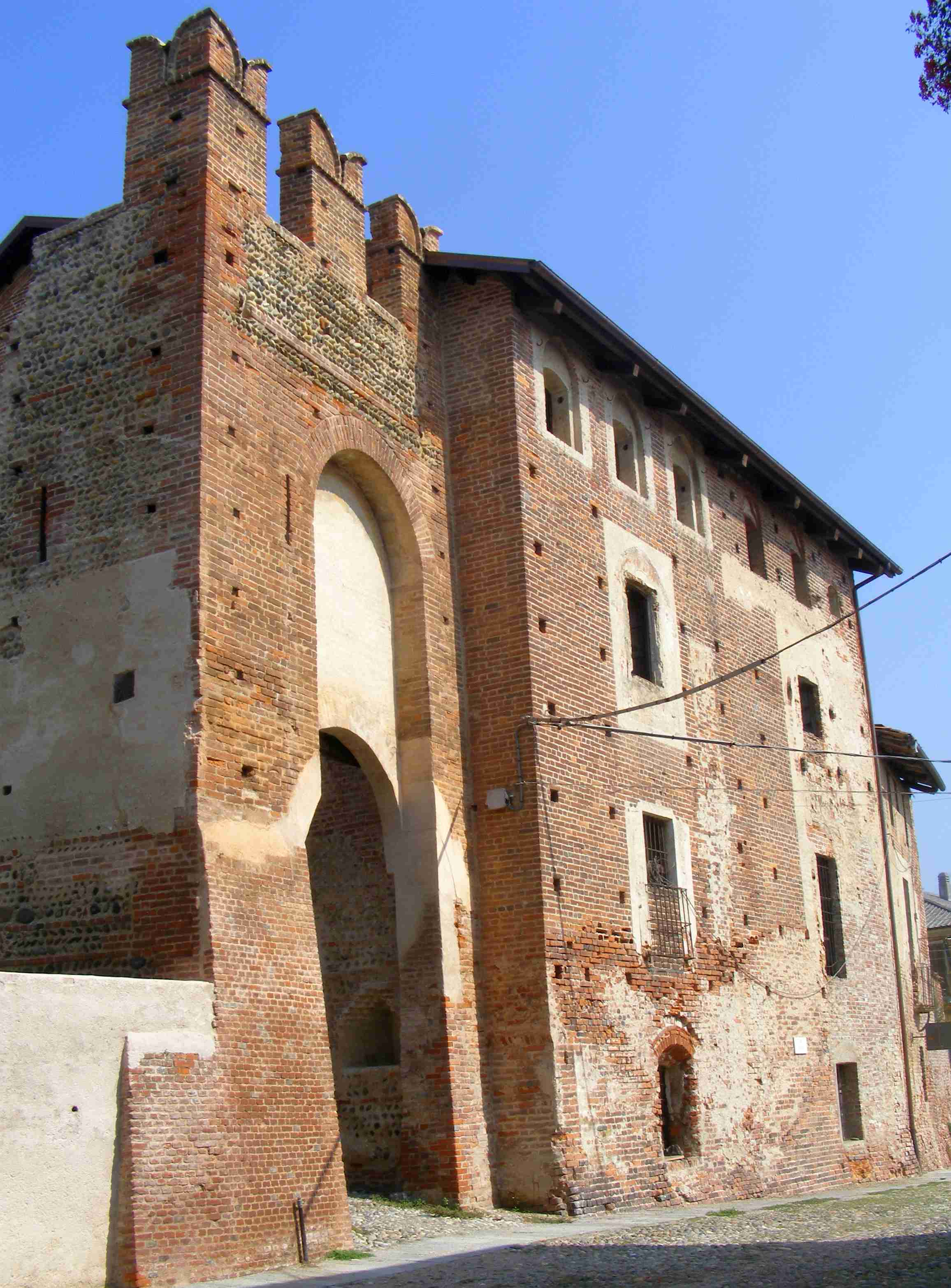
La torre-porta del castello

Nel corso del XIV secolo e sino alle prime decadi del XV secolo, stante la rilevanza strategica assunta dal borgo, i Buronzo si trovano al centro di sanguinose guerre tra i Visconti, i Savoia ed i marchesi del Monferrato. Solo nel 1427 con il definitivo passaggio di Vercelli e del suo distretto ai Savoia, Buronzo conosce un periodo di pace e di nuova prosperità.
Nello sviluppo delle strutture del castello si possono individuare tre fasi. La prima struttura architettonica si colloca, tra il XII ed il XIII secolo, come testimonia la torre che i recenti restauri hanno riportato in evidenza.

Tra il XIV ed il XV secolo si assiste allo sviluppo della struttura del ricetto signorile, con la costruzione di una seconda linea difensiva risalgono a tale periodo la massiccia rocca in laterizio - in parte superstite – che si caratterizza per le eleganti bifore impreziosite da bacini in maiolica di provenienza iberica. Allo stesso periodo risale la torre-porta che ha mantenuto parzialmente l'aspetto di quel tempo.

Dopo il passaggio di Buronzo sotto il dominio dei Savoia e del conseguente lungo periodo di prosperità, si assiste all'ammodernamento ed all'ampliamento delle edificazioni presenti sull'altura sino ad assumere quella fisionomia che si è poi mantenuta nel tempo. I Buronzo si dimostrano attenti alle novità artistiche e culturali che segnano il Rinascimento,  e poi il Barocco. Nel XVII secolo si assiste a ristrutturazioni di un'ampia parte del castello: prendono vita saloni abbelliti da eleganti soffitti a cassettone, ornati da fasce ad affresco contenenti imprese che manifestano una raffinata cultura letteraria.

Nel Settecento ha luogo un ampio rifacimento della zona antistante la torre-porta, con l'edificazione di una nuova chiesa (1703) al posto della vecchia cappella castrense della quale si conserva la dedicazione a Sant'Abbondio
Dopo un successivo lungo periodo di decadenza, il castello è stato oggetto di un primo accurato recupero per iniziativa del Comune di Buronzo e del Consorzio di bonifica della Baraggia, grazie a fondi strutturali stanziati dall'Unione europea, che la Regione Piemonte ha destinato a tale progetto.

## Galleria d'immagini

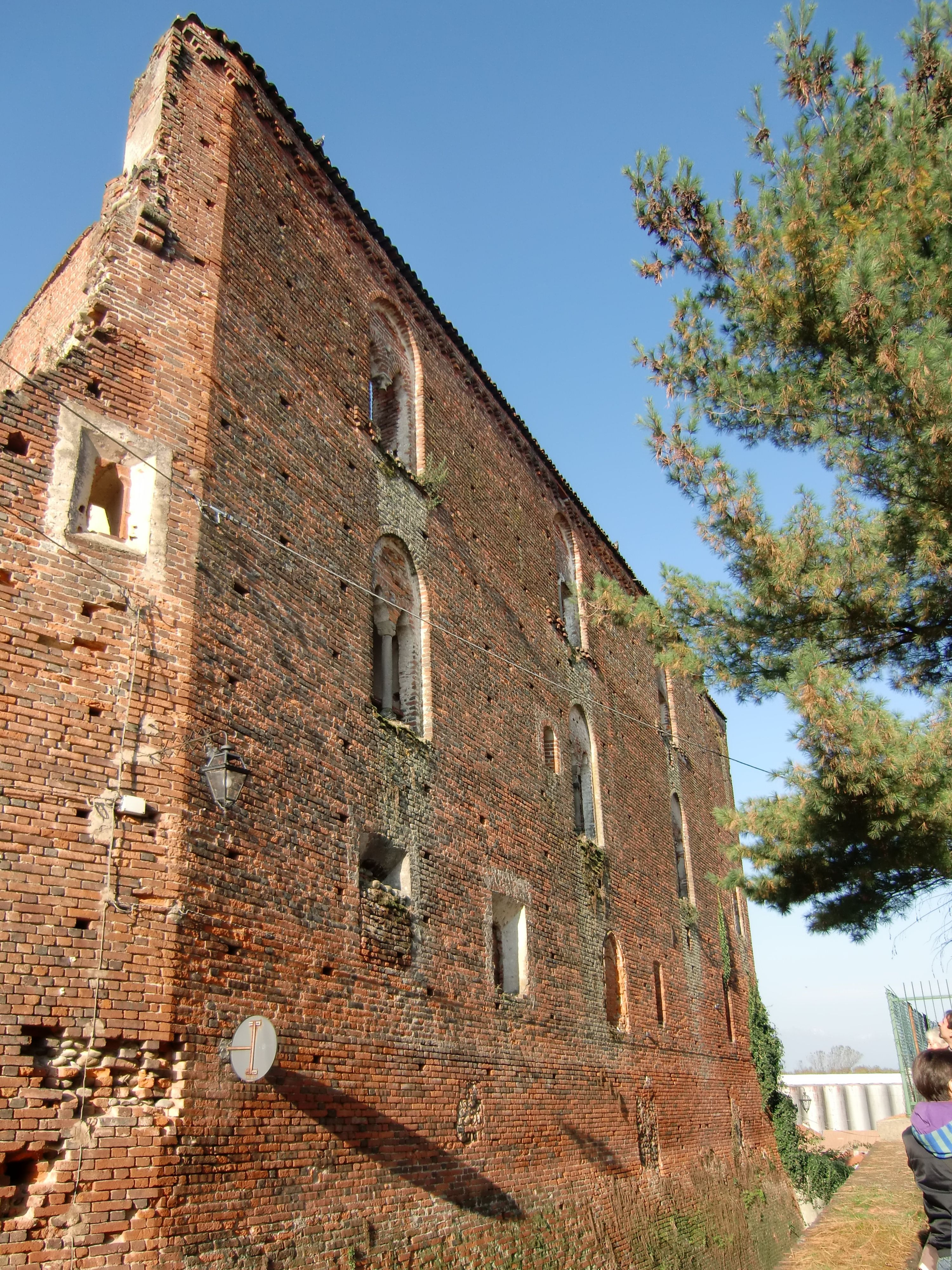
Ruderi della rocca del XV secolo
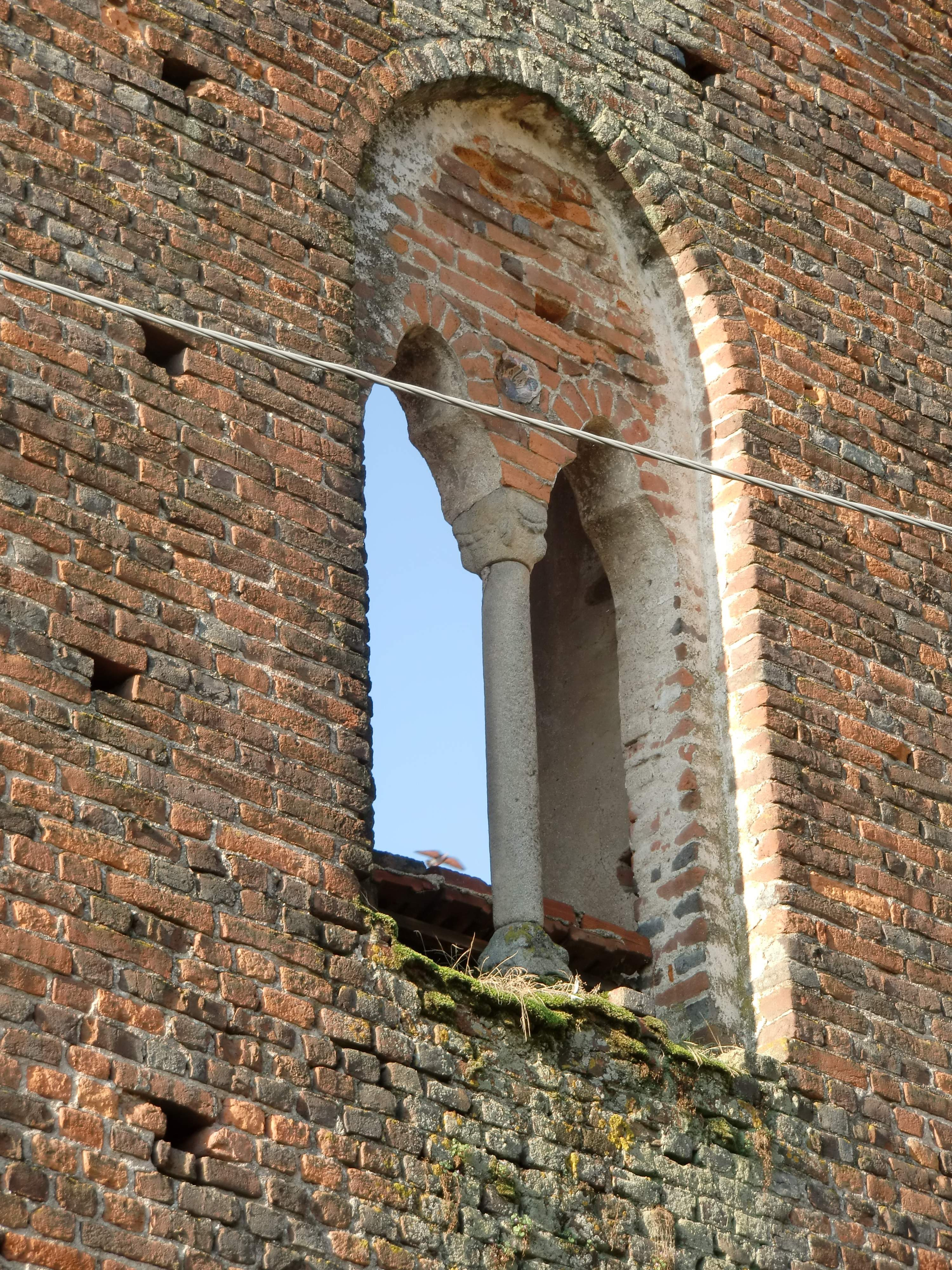
Bifora della rocca decorata con un bacino di maiolica
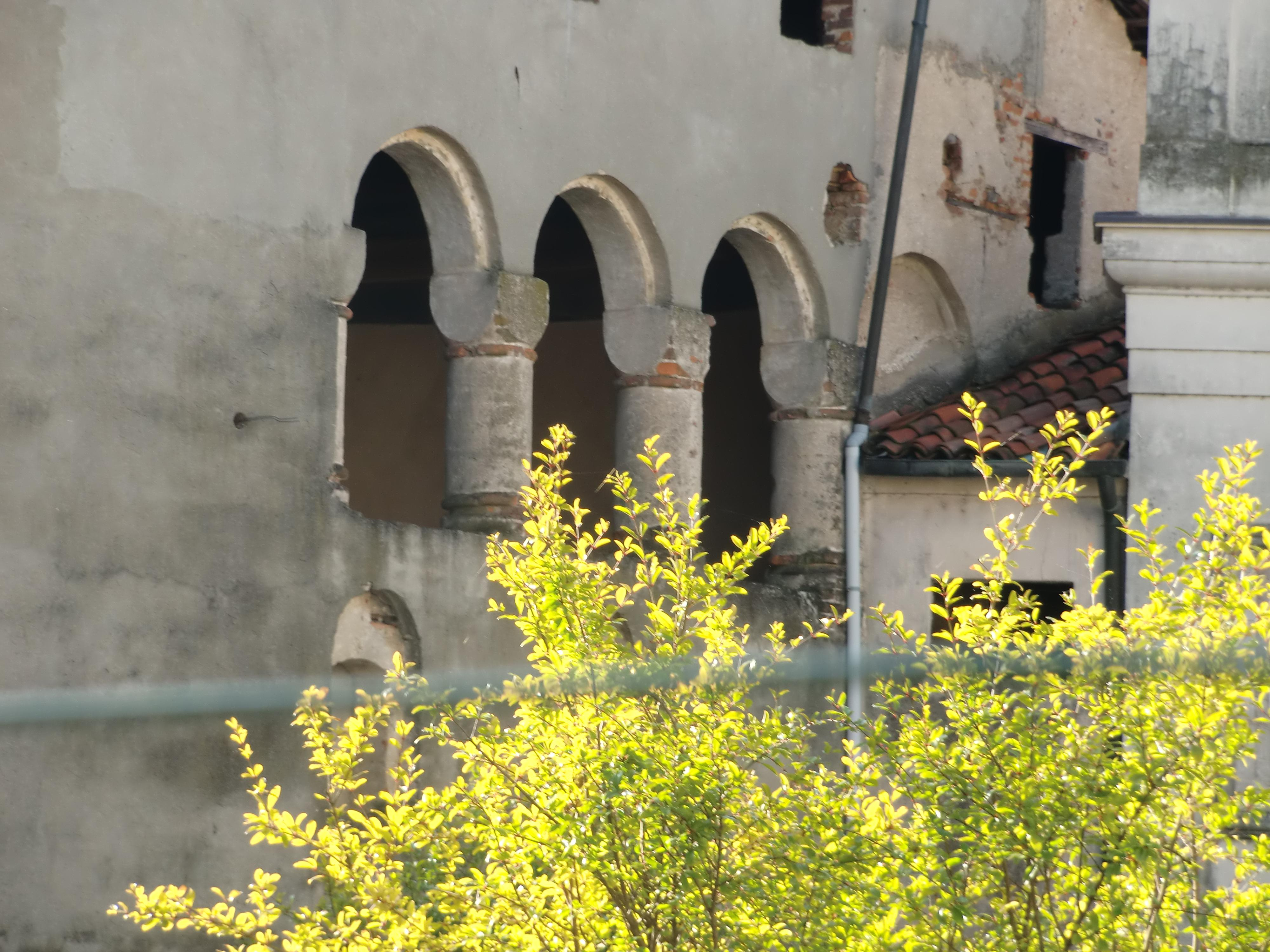
Particolare di una dimora nobiliare
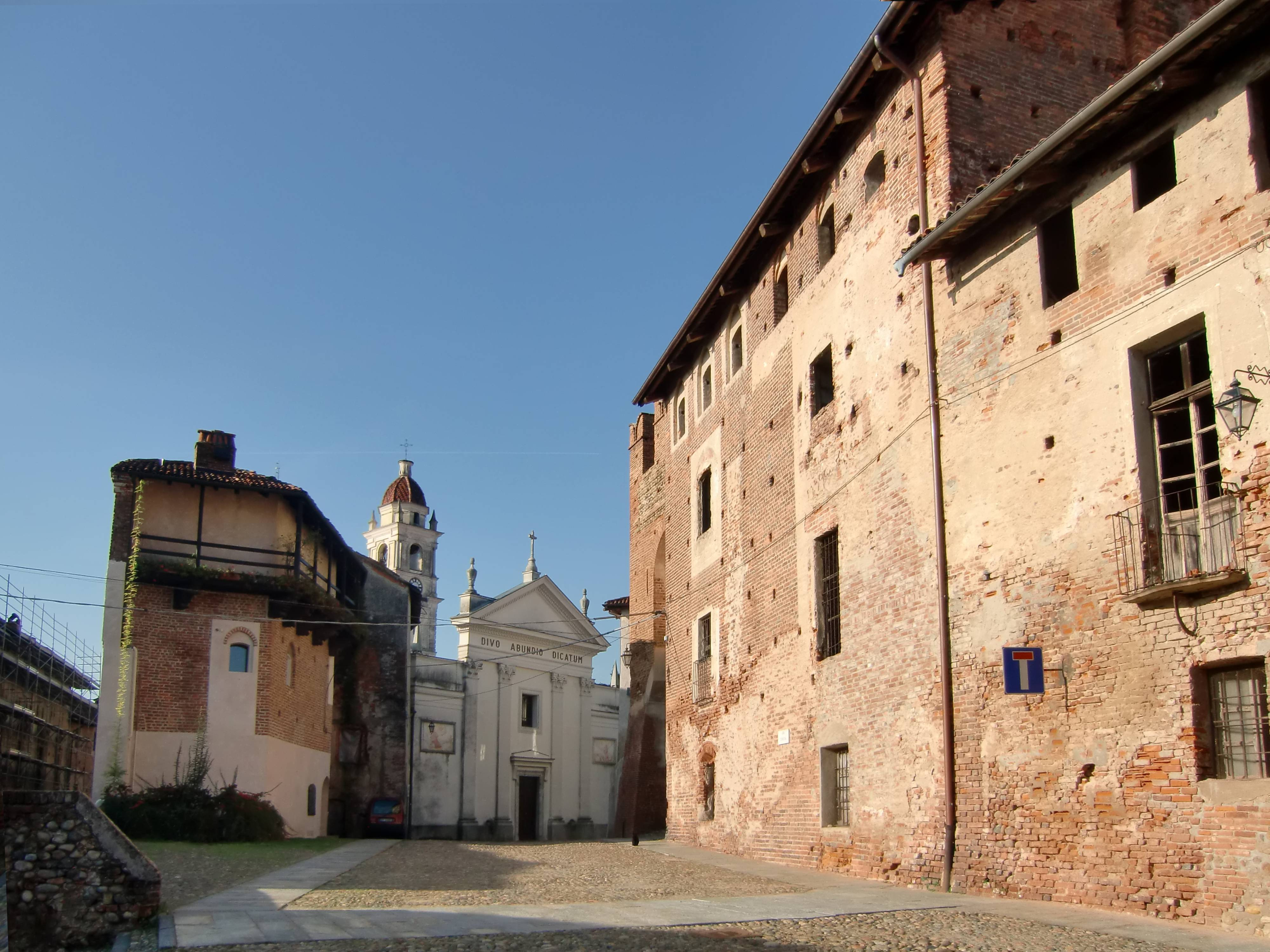
Strada del borgo con la chiesa di Sant'Abbondio
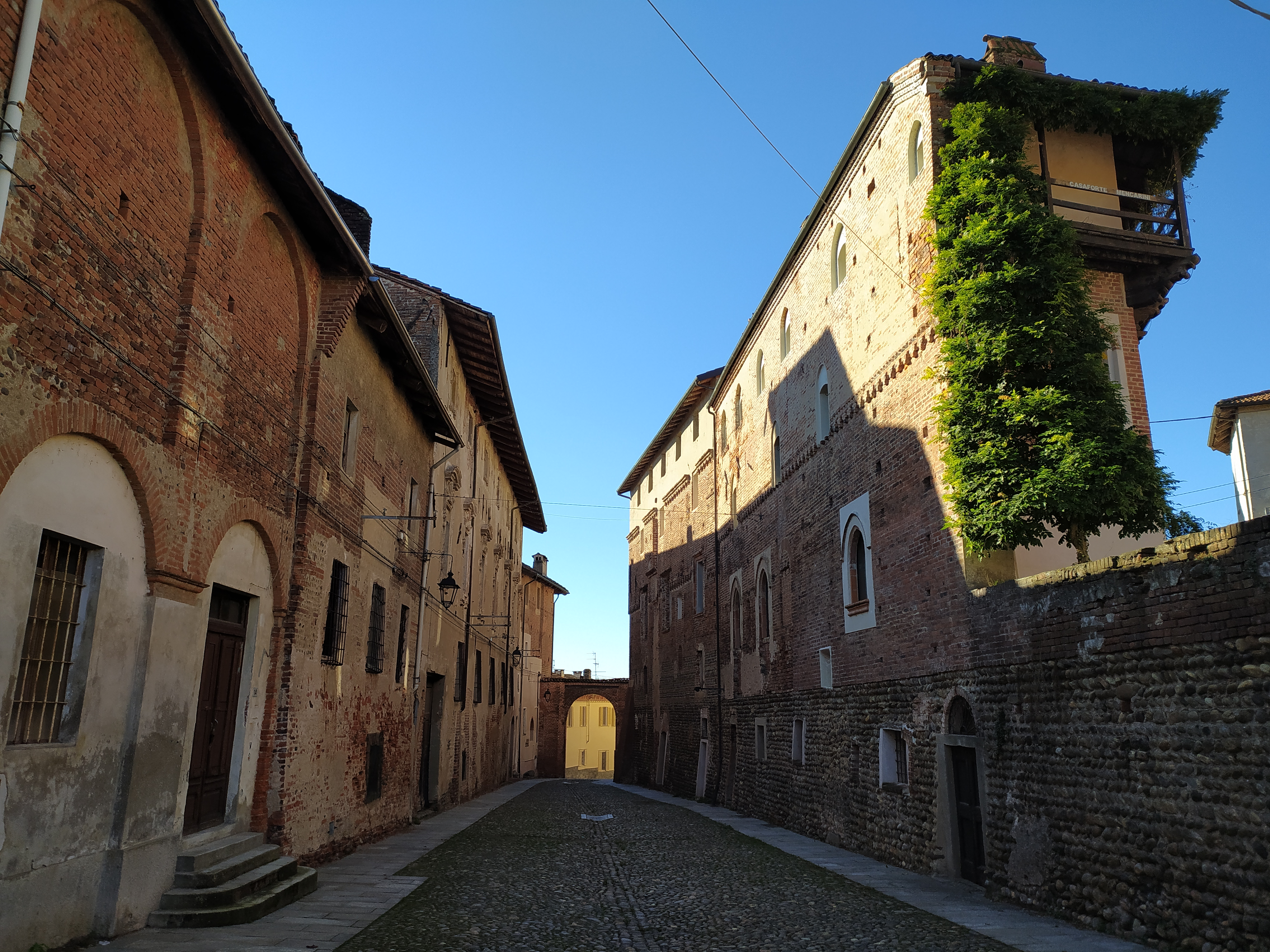
Via principale del Centro storico
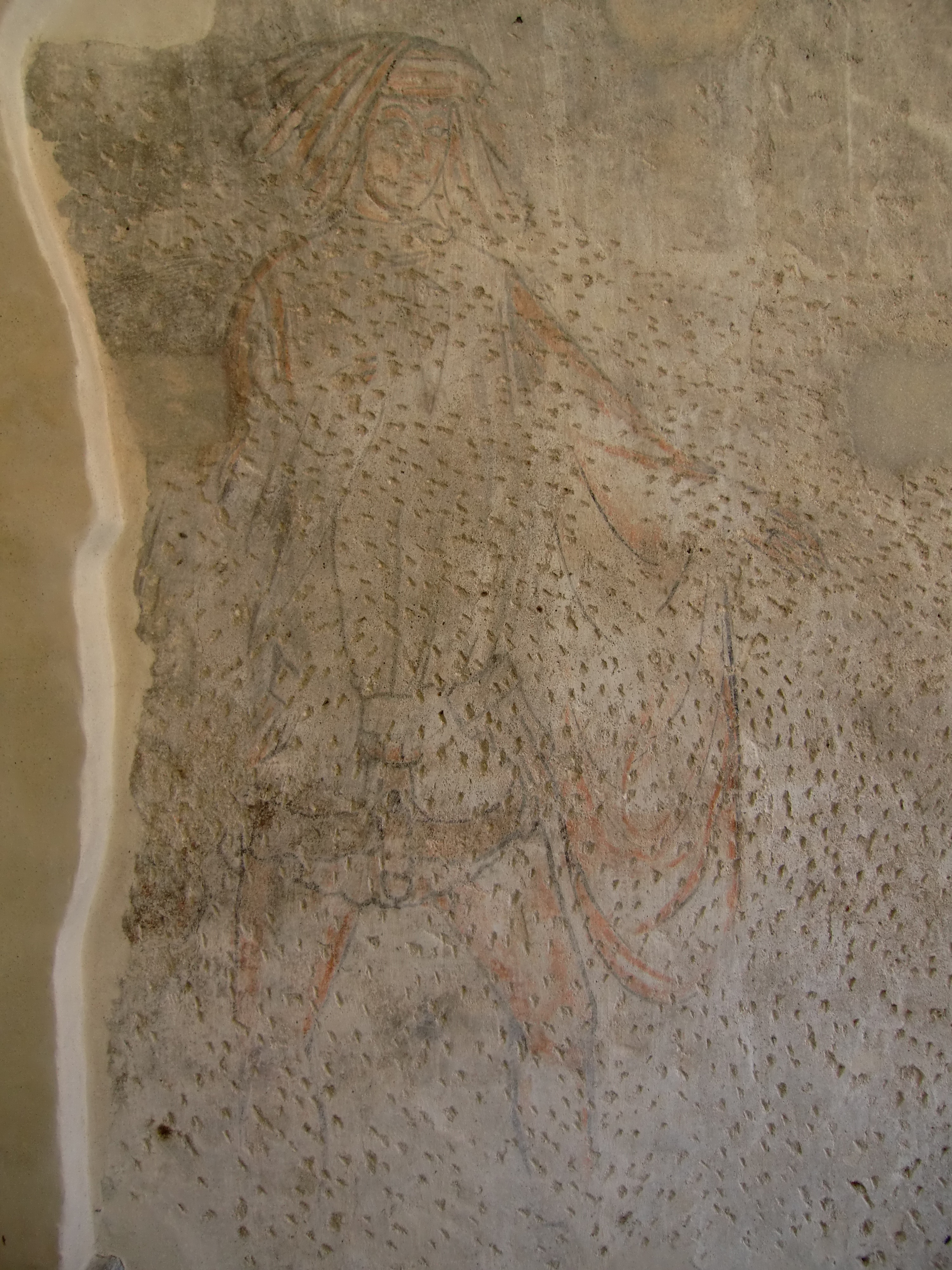
Sinopia di un affresco rinascimentale di soggetto profano
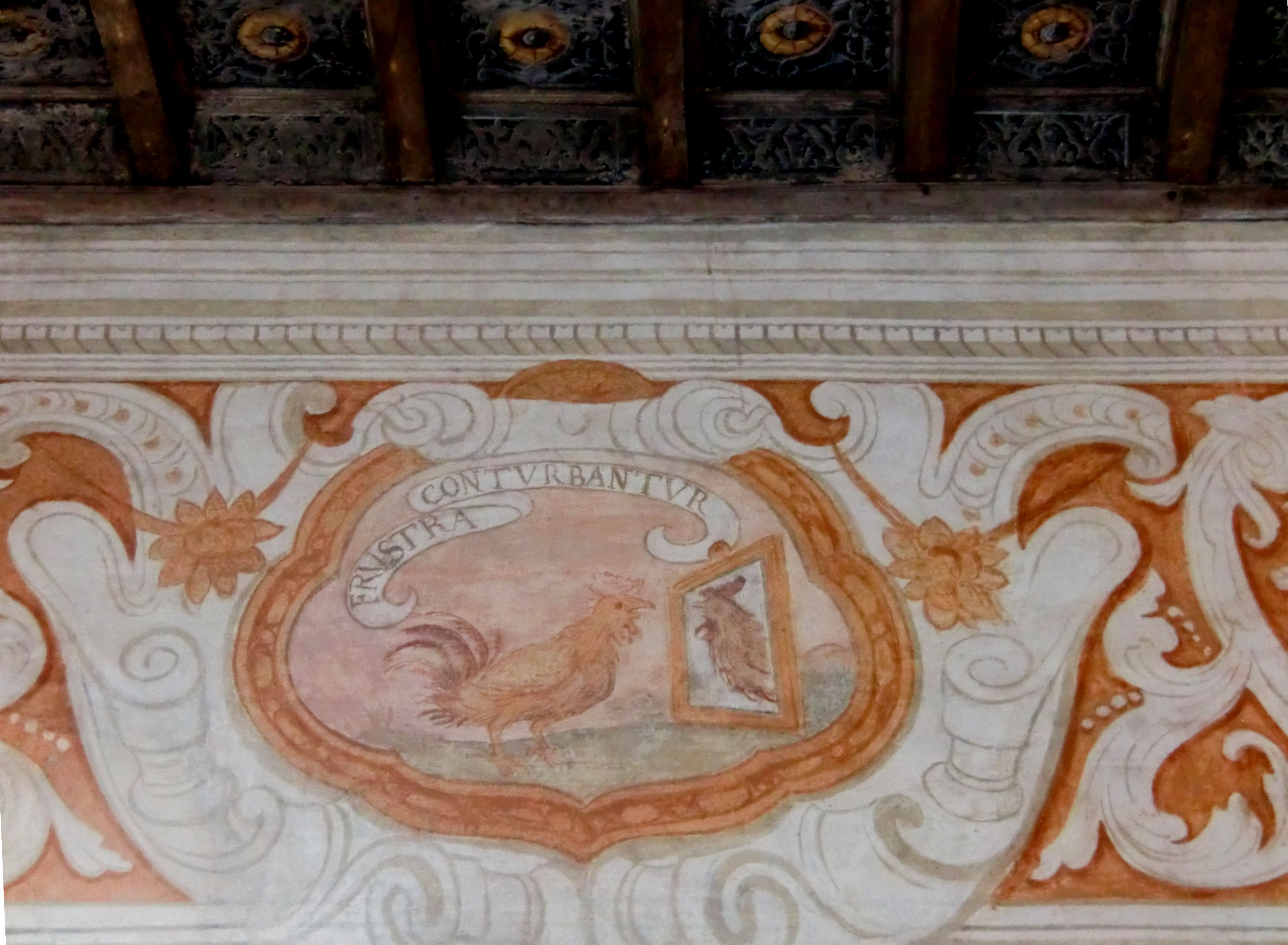
Salone del castello: fascia ad affresco con una Impresa
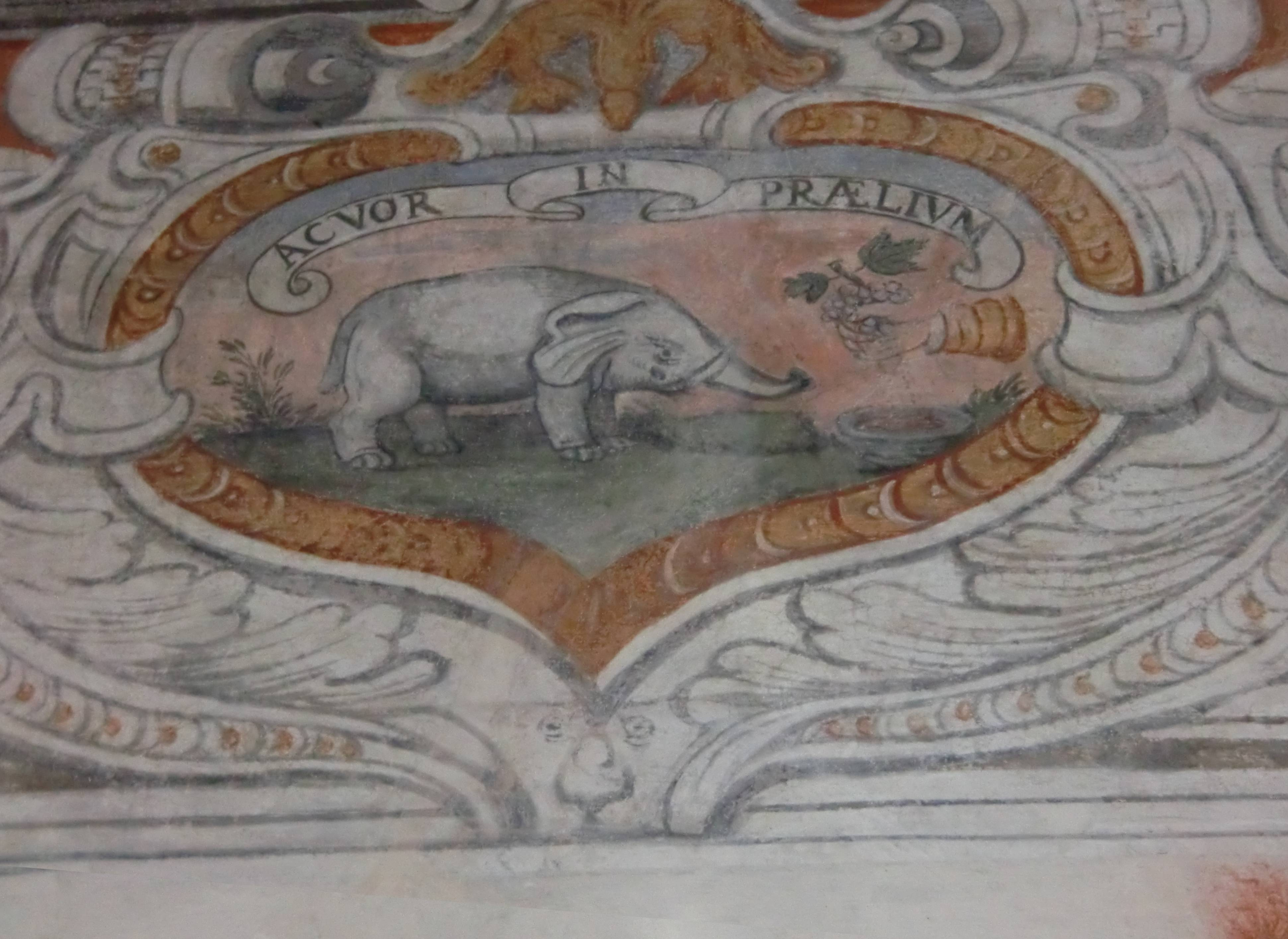
Salone del castello: fascia ad affresco con una Impresa